# Quaternione di Hurwitz
In matematica, un quaternione di Hurwitz (o intero di Hurwitz) è un quaternione le cui componenti sono tutti numeri interi oppure tutti numeri semidispari (non è ammessa una combinazione di componenti intere e semidispari). 
L'insieme di tutti i quaternioni di Hurwitz è:
{\displaystyle H=\left\{a+bi+cj+dk\in \mathbb {H} \;{\bigg |}\;a,b,c,d\in \mathbb {Z} \;{\mbox{ aut }}\,a,b,c,d\in \mathbb {Z} +{1 \over 2}\right\}}
Si mostra che H è chiuso rispetto alla moltiplicazione e all'addizione di quaternioni,  così che esso forma un sottoanello dell'anello di tutti i quaternioni H.
Un quaternione di Lipschitz  (o intero di Lipschitz) è un quaternione le cui componenti sono tutte intere. Chiaramente l'insieme di tutti i quaternioni di Lipschitz 
{\displaystyle L=\left\{a+bi+cj+dk\in \mathbb {H} \mid a,b,c,d\in \mathbb {Z} \right\}}
forma un sottoanello dei quaternioni di Hurwitz H.
In quanto gruppo, H è un gruppo abeliano libero per il quale un insieme di generatori è {½(1+i+j+k), i, j, k}. Esso perciò forma un reticolo in R 4. Questo reticolo è conosciuto come il  reticolo F4 in quanto è il reticolo radice dell'algebra di Lie semisemplice F4. I quaternioni di Lipschitz  L formano un sottoreticolo di H di indice 2.
Il gruppo delle unità in L è un gruppo di quaternioni di ordine 8 Q = {±1, ±i, ±j, ±k}. Il gruppo delle unità in H è un gruppo non abeliano di ordine 24 conosciuto come il gruppo binario del tetraedro. Gli elementi di questo gruppo includono gli 8 elementi di Q e i 16 quaternioni {½(±1±i±j±k)} dove i segni possono essere scelti in qualsiasi combinazione. Il gruppo dei quaternioni è un  sottogruppo normale del gruppo binario del tetraedro U(H). Gli elementi di U(H), i quali hanno tutti norma 1, formano i vertici delle 24-celle inscritti nelle 3-sfere. 
I quaternioni di Hurwitz formano un ordine (nel senso della teoria degli anelli) nell'anello di divisione dei quaternioni con componenti razionali. Di fatto, si tratta di un ordine massimale, un risultato molto importante. Anche i quaternioni di Lipschitz, che sono i più ovvi candidati al ruolo di “quaternioni intero”', formano un ordine. Tuttavia, quest'ultimo ordine non è massimale, e perciò risulta meno adatto allo sviluppo di una teoria di ideali sinistri confrontabile a quella della teoria algebrica dei numeri. Ciò che Adolf Hurwitz comprese, perciò, fu che questa sua definizione di quaternione intero è la migliore con cui operare. Questa fu uno dei maggiori progressi nella teoria degli ordini massimali; l'altro è la considerazione che essi, per un anello non-commutativo come H, non saranno unici. È quindi necessario fissare un ordine massimale con cui lavorare, estendendo il concetto di intero algebrico.
La norma di un quaternione di Hurwitz, data da {\displaystyle a^{2}+b^{2}+c^{2}+d^{2}}, è sempre un intero. Dal teorema dei quattro quadrati di Lagrange, sappiamo che ogni intero non negativo può essere espresso come somma di al massimo quattro quadrati. Ne consegue che ogni intero non negativo è sempre uguale alla norma di qualche quaternione di Lipschitz (o di Hurwitz). Un intero di Hurwitz è primo se e solo se la sua norma è un primo.